# Rozetsteenkers
De rozetsteenkers (Arabidopsis arenosa, synoniem: Cardaminopsis arenosa) is een eenjarige- of tweejarige plant, die behoort de kruisbloemenfamilie (Brassicaceae). De soort staat op de Nederlandse Rode lijst van planten als zeldzaam en stabiel of toegenomen. De plant komt van nature voor in de bergstreken in Oost- en Midden-Europa en is van daaruit verder verspreid naar Noord- en West-Europa.
De plant wordt 10-50 cm hoog. De meeste bladeren staan onderin in een bladrozet. De rozetbladeren zijn lancetvormig, liervormig veerspletig en hebben vier tot acht paar zijslippen. De rozetbladeren zijn behaard met drie- en vierarmige sterharen.

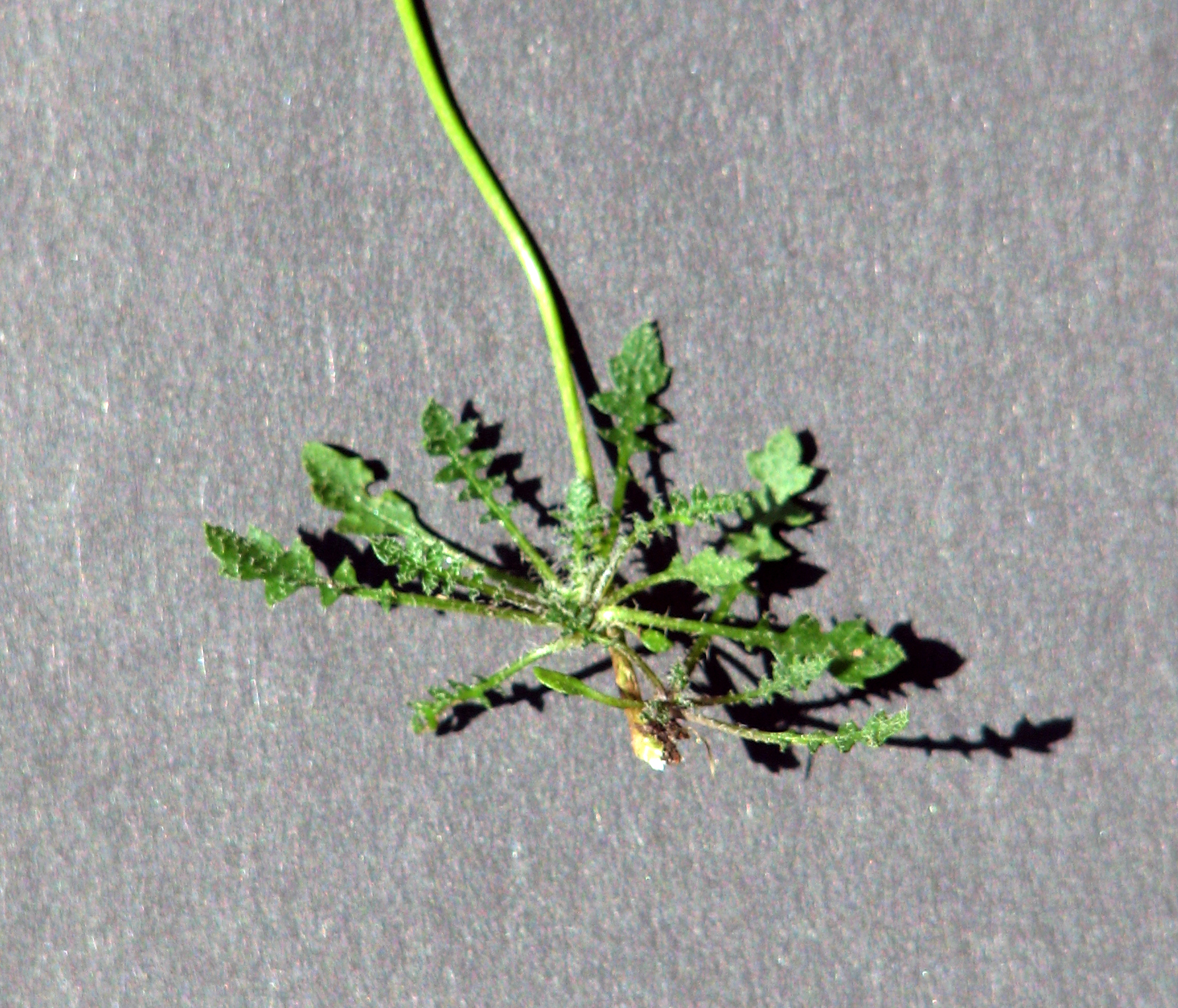
Bladrozet

De meestal kale stengelbladeren zijn vaak gaafrandig, soms getand of iets veerspletig. De rechtopstaande stengel is meestal vertakt en het onderste deel is behaard met drie- en vierarmige sterharen.
De plant bloeit van april tot in september met een trosvormige bloeiwijze. De vier witte of lila kroonblaadjes zijn 4-9 mm lang, de bloemsteel ongeveer 4 mm. Aan de nagel zitten enkele tandjes.
De afgeplatte hauwen zijn 1-4,5 cm lang en 0,6-1 mm breed. De vruchtstelen zijn 1-2 cm lang. De zaden zijn 0,6-1,1 mm groot.
De rozetsteenkers komt voor op droge zandige grond en op stenige plaatsen.

## Genoom
De rozetsteenkers is interessant voor de bestudering van het ontstaan van hybriden, omdat het de vader met 2n = 4x = 32 chromosomen is en de zandraket  (Arabidopsis thalianade) met 2n = 4x = 20 chromosomen de moeder is van de alloploïde Arabidopsis suecica met 2n = 26 chromosomen. Het genoom van de rozetsteenkers is evenals die van de zandraket in kaart gebracht.

## Ondersoorten
- Arabidopsis arenosa subsp. arenosa heeft 2n = 16 (diploïde) of 32 (autotetraploïde) chromosomen[3]. Verspreiding: Europa: van nature voorkomend in Oostenrijk, Wit-Rusland, Bosnië-Herzegovina, Bulgarije, Kroatië, Tsjechië, Frankrijk, Duitsland, Hongarije, Italië, Letland, Litouwen, Macedonië, Polen, Roemenië, Slowakije, Slovenië, Zwitserland, Oekraïne, en de Balkan; verwilderd in België, Denemarken, Estland, Finland, Nederland, Noorwegen, Rusland (Siberië) en Zweden; afwezig in Albanië, Griekenland, Midden en Zuid-Italië en Turkije
- Arabidopsis arenosa subsp. borbasii heeft 2n = 32 (tetraploïde) chromosomen[4]. De hauwen zijn 1 - 1,7 mm breed. De zaden zijn 1 - 1,6 mm groot. Verspreiding: Oost België, Tsjechië, Noord-Oost Frankrijk, Duitsland, Hongarije, Polen, Roemenië, Slowakije, Zwitserland, Oekraïne. Mogelijk in Denemarken.

## Namen in andere talen
- Duits: Sand-Schaumkresse, Sand-Schotenkresse
- Engels: Sand Rock-cress
- Frans: Arabette dessables